# الانتفاضات اليسارية ضد البلاشفة
كانت الانتفاضات اليسارية ضد البلاشفة المعروفة في الأدب الأناركي بالثورة الروسية الثالثة، سلسلة من التمردات والانتفاضات والثورات ضد البلاشفة قامت بها المنظمات والجماعات اليسارية المعارضة التي بدأت بعد الثورة البلشفية بفترة وجيزة، ودامت طيلة سنوات الحرب الأهلية الروسية، واستمرت حتى السنوات الأولى من الحكم البلشفي للاتحاد السوفييتي. تزعمت الانتفاضات أو دعمتها الجماعات اليسارية مثل بعض فصائل الحزب الثوري الاشتراكي، والثوريين الاشتراكيين اليساريين، والمناشفة، والأناركيين. على نحو عام، بدأت الانتفاضات في عام 1918 بسبب الحصار البلشفي واستقطاب الديمقراطية السوفيتية، والتوقيع على معاهدة برست ليتوفسك، التي رأى الكثيرون أنها تمنح تنازلات كبيرة لقوى المركز، (يرى البعض أيضًا أنها تحد من الإمكانية الثورية لاستمرار الحرب في ضوء سيناريو «السوفيت ضد الجميع»، ما تسبب في تمرد العمال والجنود والفلاحين خارج الدولة السوفيتية ضد الصراع المستمر بسبب الحرب) ومعارضة السياسة الاجتماعية الاقتصادية البلشفية. أصبح البلاشفة أكثر تشددًا خلال السنوات الحاسمة والوحشية التي أعقبت الثورة البلشفية، وكان بوسعهم قمع أي معارضة اشتراكية، في حين أصبحوا أيضًا معادين على نحو متزايد للمعارضة داخل الحزب. كانت هذه التمردات والانتفاضات تحدث في الأغلب أثناء الحرب الأهلية الروسية وبعدها، حتى عام 1924 تقريبًا، على الرغم من أنه كانت هناك العديد من حركات التمرد صغيرة النطاق حتى الحرب العالمية الثانية.
كان البلاشفة يحاربون قوات الملَكيين المؤيدين لرومانوف، والديمقراطيين الاشتراكيين الإصلاحيين، وضباط الجيش الإمبراطوري السابقين، والجنود في الجيوش البيضاء المناهضة للشيوعية، إلى جانب العديد من الدول الأجنبية التي أرسلت قوات تدخل ومعونات وإمدادات للجيوش البيضاء. رغم ذلك، فإن فلاديمير لينين كان ينظر إلى المعارضة اليسارية باعتبارها التهديد الأعظم الذي واجهه النظام البلشفي. على سبيل المثال، وصف لينين تمرد كرونشتات بأنه من أخطر المواقف التي واجهها النظام «بلا شك أكثر خطورة من دينيكين ويودنيتش وكولتشاك مجتمعين». استُخدمت القوات الحكومية التي كان البلاشفة يقودونها، مثل منظمة الأمن القومي تشيكا وغيرها من أشكال أجهزة القيادة والسيادة، أساسًا ضد المعارضين اليساريين بدلًا من استخدامها ضد الثورة اليمينية المضادة التي كان الجيش الأحمر يحاربها.
بناء على ذلك، كان الجيش الأحمر يحارب اليمينين خارج نطاق الدولة المحلية، لأنه كان موجودًا في الأساس خارج البلاد، وحاربت قوات تشيكا اليساريين لأنهم كانوا متواجدين داخل البلاد إلى حد كبير. كان ذلك على وجه العموم، إذ كانت هناك مجموعات يسارية خارج الدولة البلشفية (مثل الجيش الأوكراني الثوري المتمرد، وهو مجموعة من الشيوعيين الأناركيين)، وجماعات المعارضة الرجعية الداخلية، فضلًا عن استخدام وحدات مختارة خصيصًا من الجيش الأحمر لسحق انتفاضة كرونشتات اليسارية المحلية. كانت هناك وحدات منتقاة بشكل خاص، وذلك لأن أغلب أفراد الجيش الأحمر كانوا غير راغبين في محاربة اخوتهم الصغار في كرنشتات، حتى في حالة العقاب العسكري، وكان هناك تهديد بالتمرد في قطاعات من الجيش الأحمر، وفي هذه الحالة كان على البلاشفة أن يسيطروا بسرعة على الموقف من خلال إعادة تنظيم الجيش، والدعاية، والاستعاضة عن وحدات الجيش الأحمر المشاغبة بوحدات أخرى بعيدة عن كرنشتات (حتى أنهم لم يتمكنوا من فهم ما يطلبه البحارة)، وما إلى ذلك. كان الجيش الأحمر متعاطفًا أيضًا مع بحارة كرنشتات، ليس فقط لأنهم كانوا «رموز وطلائع» للثورة البلشفية، بل لأنهم تشاركوا نفس المطالب التي كان البحارة المتمردون يشتركون فيها.

## خلفية الأحداث

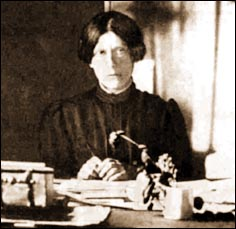
ماريا الكسندروفنا سبيريدونوفا

في فبراير 1917، أطاحت الثورة بالإمبراطورية الروسية وأسست حكومة روسيا المؤقتة الجمهورية بدلًا من حكم القياصرة المطلق. في البداية، عُين العسكري الليبرالي غيورغي لفوف رئيسًا للجمهورية الوليدة، ولكن بسبب عجزه عن حشد الدعم الكافي، حل محله الثوري الاشتراكي ألكسندر كيرينسكي. بدأت تظهر من جديد، في جميع أنحاء البلاد، جمعيات العمال والفلاحين والجنود المعروفين بالسوفييت، والتي كانت قد ظهرت تلقائيًا في ثورة عام 1905.
أيدت الجهات المهيمنة من المنشفيك والحزب الثوري الاشتراكي استمرار التدخل الروسي في الحرب العالمية الأولى. اعتبر البلاشفة الحرب حربًا بين الإمبرياليات ودعوا إلى إلحاق هزيمة ثورية بحكومتهم الإمبريالية. عارضت أيضًا فصائل، داخل المناشفة والثوريين الاشتراكيين، الحرب والحكومة (المناشفة الأمميين والثوريين الاشتراكيين اليساريين)، ولكن قطاعًا كبيراً من زعمائهم كان مشاركًا في كل منهما. في أحداث يوليو 1917، دعم المنشفيك والأحزاب الثورية الاشتراكية قمع البلاشفة، الذين كانوا يشكلون جزءًا من حكومة منافسة في بيتروغراد.
رغم إعلان الجمهورية الروسية رسميًا في سبتمبر، فإن الحكومة المؤقتة لم تتمكن من منع صعود اتحاد بيتروغراد السوفييتي. وصل الحزب البلشفي إلى السلطة في ثورة أكتوبر1917 من خلال انتخابات متزامنة في أبرز المجالس السوفييتية ومن خلال انتفاضة منظمة مدعومة بتمرد عسكري. اقتحمت مجموعة من البحارة الأناركيين من كرنشتات بقيادة أناتولي جيليزنكوف قصر الشتاء، فألغوا الحكومة المؤقتة. من بين الأسباب الرئيسية التي جعلت الكثير من السكان يؤيدون الانتفاضة البلشفية؛ إنهاء الحرب وإقامة ثورة اجتماعية تتمثل في شعار «السلام والأرض والخبز».
في نوفمبر 1917، استغل البلاشفة الأغلبية المؤقتة في برلمان عموم روسيا الثاني لنواب العمال والجنود، وذلك بسبب تفكك الأحزاب الأخرى بعد الإطاحة بالحكومة المؤقتة. نجح البلاشفة في تحويل اللجنة التنفيذية المركزية لبرلمان عموم روسيا (التي نُظمت سابقًا لتنسيق جهود السوفييت) إلى جهاز من أجهزة سلطة الدولة، ويتمتع بالاستقلال إلى حد كبير عن السوفييت. شُكِّل لاحقًا مجلس المفوضين الشعبي للسيطرة على اقتصاد البلاد. بعد فترة وجيزة، تأسست هيئة قوات تشيكا كقوة شرطة سرية، برئاسة الأرستقراطي البولندي فليكس دزيرجينسكي.
دعا البلاشفة الثوريين الاشتراكيين اليساريين والمناشفة الأمميين إلى الانضمام إلى اللجنة التنفيذية المركزية لجمهورية روسيا الاتحادية الاشتراكية السوفيتية المؤسسة حديثًا. انسحب المناشفة والثوريين الاشتراكيين اليمنيين في استجابة للتحول الجديد في السلطة. انقسم معظم الثوريين الاشتراكيين ليشكلوا الثوريين الاشتراكيين اليساريين وانضموا إلى الحكومة الائتلافية البلشفية، داعمين الإقرار الفوري لبرنامج الحزب الثوري الاشتراكي لإعادة توزيع الأراضي. مُنح الثوريون الاشتراكيون اليساريون أربعة مناصب في مجلس المفوضين، كما شغلوا مناصب عالية داخل هيئة قوات التشيكا. مع ذلك، اختلف الثوريون الاشتراكيون اليساريون مع البلاشفة بشأن قضية الحرب، بعد أن بدأت الحكومة المفاوضات مع القوى المركزية.

### الانقسامات الأناركية
كان الأناركيون، مثلهم كمثل الثوار الاشتراكيين، منقسمين. أيد بعض الأناركيين البلاشفة، وشغلوا مناصب ثانوية في الحكومة، وكان بعضهم محايدًا، وقاوم البعض الآخر على نحو فعال. أشار الأناركيون المناهضون للبلاشفة إلى الأناركيين الذين أيدوا الحكومة السوفيتية على أنهم «الأناركيون السوفييت»، في حين أشاد بهم لينين في أغسطس 1919 على أنهم «أكثر مؤيدي السلطة السوفيتية إخلاصًا».